# Isaías Lerner
Isaías Lerner (Buenos Aires, 13 de marzo de 1932 - Manhattan, Nueva York, 8 de enero de 2013) fue un profesor,  hispanista, cervantista, escritor, ensayista y articulista argentino, casado con la también hispanista Lía Schwartz.

## Biografía
Provenía de una familia judía ucraniana que se había afincado en Argentina a comienzos del siglo XX. Estudió en el Instituto Amado Alonso de Buenos Aires, y tuvo la fortuna de formarse con un grupo de brillantes filólogos que habían retornado del exilio en 1955, dos discípulos de Amado Alonso, Ana María Barrenechea y Marcos Morínigo. Con ellos se introdujo en el estudio de Cervantes y de la épica culta hispanoamericana y María Rosa Lida lo inició en los estudios sobre novela picaresca. Ángel Rosenblat y Rafael Lapesa le inculcaron la pasión por la lexicografía y la historia de la lengua y, de la mano de Jorge Luis Borges, aun a costa de postergar su licenciatura, empezó a recuperar autores al margen del canon. Licenciado en Letras en 1959, enseñó Latín e Historia de la Lengua en la Facultad de Filosofía y Letras de la Universidad de Buenos Aires, y luego en el Instituto Superior del Profesorado y el Colegio Nacional de Buenos Aires, y enseñó en la Universidad del Norte de Illinois como profesor ayudante (1963 y 1964). Su posterior carrera docente en la Universidad de Buenos Aires y el Instituto Superior del Profesorado se vio truncada como consecuencia del golpe militar que lo cesó en su cátedra del Colegio Nacional de Buenos Aires, trasladándose en 1967 a la Universidad de Illinois en Urbana-Champaign, donde se doctoró (1969) y posteriormente enseñó antes de marchar a Nueva York en 1971 para trabajar en el Lehman College, CUNY, donde trabó amistad con Carmen de Zulueta y fue nombrado Profesor Distinguido, y luego en la Universidad de Darmouth para, finalmente, ir a parar a la Escuela de Graduados y el Centro Universitario de la Universidad de la Ciudad de Nueva York (CUNY).
Se interesó por el idioma toba y escribió el estudio Arcaísmos léxicos del español de América, que ganó el premio Augusto Malaret de la Real Academia Española (1973). Fue miembro fundador, vicepresidente y presidente (1993-1996) de la Asociación Internacional Siglo de Oro (AISO) y miembro de la Junta Directiva de la Asociación de Cervantistas, del patronato del Spanish Institute y del Instituto Cervantes de Nueva York. Coeditó los cuatro volúmenes del XIV Congreso de la Asociación Internacional de Hispanistas, celebrado en Nueva York (julio de 2001), que se publicaron en 2004. También coeditó los Diálogos (1547) de Pero Mexía junto con Rafael Malpartida (2006) y, también de este autor, la Silva de varia lección (2003). Destacaron en especial sus ediciones del Don Quijote de Cervantes (1969, muy reeditada) y de La Araucana de Alonso de Ercilla (2009, 5.ª ed.). Descubrió un amplio fondo de quince mil piezas teatrales españolas de la segunda mitad del siglo XIX y primera del XX en la Biblioteca Baker de la Universidad de Darmouth. Entre sus discípulos figura Alberto Manguel.

## Obras

### Ediciones
- Pedro Mexía, Silva de varia lección. Edición, prólogo, texto, notas e índices. Madrid: Castalia, 2003.
- Con Rafael Malpartida, ed. de Pedro Mexía, Diálogos (1547). Sevilla: Fundación José Manuel Lara. Clásicos Andaluces, 2006.
- Miguel de Cervantes, El ingenioso hidalgo don Quijote de La Mancha. Edición, texto, notas e índices. Buenos Aires: Editorial Universitaria de Buenos Aires, 1969, 2 vols.
- Alonso de Ercilla, La Araucana. Quinta edición corregida y revisada. Madrid: Cátedra, 2009.
- Miguel Cabello Valboa, Miscelánea Antártica. Sevilla, Fundación José Manuel Lara Clásicos Andaluces, 2011.
- Con Isabel Lozano-Renieblas, ed. de Miguel de Cervantes, Los trabajos de Persiles y Sigismunda (1617). Barcelona: Penguin Clásicos, 2016.

### Estudios y ensayos
- Lecturas de Cervantes. Málaga: Universidad de Málaga, 2005.

- Arcaísmos léxicos del español de América, Urbana: Universidad de Illinois, 1970.

- "Doce notas al texto del Quijote", en colaboración con Celina Sabor de Cortazar, Filología, X, pp.186-205.

- "Notas para el Entremés del Retablo de las Maravillas : Fuente y recreación" en Joseph Silverman e Isaías Lerner (eds.) Estudios de Literatura española ofrecidos a Marcos A. Morínigo, Madrid: Insula, pp.36-55.

- "Nota léxica cervantina: Las Algarrobillas", Revista de Filología Española, LVIII, pp.251-255.

- "Marginalidad en las Novelas Ejemplares: La Gitanilla", Lexis, IV, 1, pp.47-59. X

- "Aspectos de la representación en El amante liberal", Filología, XXII, 1, pp.37-47. X

- "Quijote , Segunda Parte: Parodia e Invención", Nueva Revista de Filología Hispánica, XXXVIII, pp.293-210. (Versión reducida en Homenaje a don Rafael Lapesa Melgar, Buenos Aires: Ministerio de Cultura y Educación, Premio Amado Alonso, II, 1991). X

- "Contribución al estudio de la recepción del Quijote", Actas del III Coloquio Internacional de la Asociación de Cervantistas, Barcelona: Anthropos, pp.23-32.

- "El léxico cervantino", Guanajuato en la geografía del 'Quijote'. Sexto Coloquio Cervantino Internacional, Guanajuato: Gobierno del Estado de Guanajuato, pp.111-132.

- "Anotar otra vez el Quijote" en Cervantes. Estudios en la vìspera de su centenario , Kassel: Edition Reincehenberger, pp.299-308.

- "El Quijote y la construcción de la lengua literaria áurea en Cervantes, Alcalá de Henares: Centro de Estudios Cervantinos, pp.295-310.

- "El Quijote palabra por palabra", Edad de Oro, XV, pp.63-74.

- "Para la fortuna de La Galatea de Cervantes en el siglo XVIII", Lexis , XX, 1-2, pp.393-403.

- "Entre Cervantes y Ercilla: Quijote I, 8-9", Analecta malacitana, Anejo XVII, Inés Carrasco y G. Fernández Ariza (eds.) El comentario de textos , pp. 207-220.

- "Segunda Parte, Capítulo LIX" en Miguel de Cervantes, Don Quijote de la Mancha, Volumen Complementario, Barcelona: Instituto Cervantes, Crítica, pp.216-218.

- "Cervantes y la pintura nuevamente" en Abdeljelil Temimmi (ed.) Mélanges María Soledad Carrasco Urgoiti, Zghouan: Fondation Temimmi, pp.491-497.

- "Teoría y práctica de la novela: Las dos doncellas de Cervantes", Edad de Oro, XIX, pp.155-159. X

- "Formas de conocimiento y ficción cervantina" en Melchora Romanos (coord.) y Alicia Parodi y Juan Diego Vila (eds.) Para leer a Cervantes. Estudios de Literatura española del Siglo de Oro, Buenos Aires: Eudeba, Instituto de Filología y Literaturas Hispánicas «Dr. Amado Alonso», I, pp.65-82.